# Liste der französischen Meister im Radball
Die Liste der französischen Meister im Radball listet alle Sportler auf, die seit 2003 einen französischen Meistertitel im Radball gewannen.
Rekordmeister in dieser Zeit ist der VC Cronenbourg mit acht Titelgewinnen. Erfolgreichste Sportler sind Frédéric Doell und Stéphane Bauer mit je sechs Titeln, vier davon zusammen.

## Sieger
| Verein | Gold | Spieler |

| Verein | Silber | Spieler |

| Verein | Bronze | Spieler |